# ميخائيل ماسون (واثب عالي)
ميخائيل ماسون هو واثب عالي كندي، ولد في 30 سبتمبر 1986 في نيو ويستمينيستر في كندا.

## وصلات خارجية
- ميخائيل ماسون على موقع الاتحاد الدولي لألعاب القوى (الإنجليزية)
- ميخائيل ماسون على موقع الاتحاد الكندي لألعاب القوى (الإنجليزية)
- ميخائيل ماسون على موقع الدوري الماسي (الإنجليزية)
- ميخائيل ماسون على موقع اللجنة الأولمبية الدولية (الإنجليزية)
- ميخائيل ماسون على موقع أوليمبيديا (الإنجليزية)
- ميخائيل ماسون على موقع اللجنة الأولمبية الكندية (الإنجليزية)
- ميخائيل ماسون على موقع اتحاد ألعاب الكومنولث (مؤرشف) (الإنجليزية)
- ميخائيل ماسون على موقع دورة ألعاب الكومنولث 2014 (مؤرشف) (الإنجليزية)